# سیارک ۱۶۱۱۴
سیارک ۱۶۱۱۴ (به انگلیسی: 16114 Alyono، نامگذاری:1999XV23) شانزده هزار و صد و چهاردهمین سیارک کشف شده‌است که در ۶ دسامبر ۱۹۹۹ کشف شد.
قدر مطلق سیارک برابر ۱۷.۸ است.